# Calum Worthy

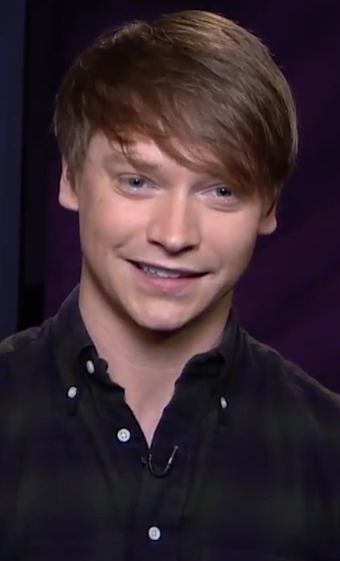
Calum Worthy (2017)

Calum Worthy (* 28. Januar 1991 in Victoria) ist ein kanadischer Schauspieler, Produzent und Drehbuchautor für Fernsehserien.

## Leben
Calum Worthy wurde 1991 im kanadischen Victoria geboren und besitzt sowohl die kanadische als auch die britische Staatsbürgerschaft.
Im Alter von 10 Jahren erhielt Worthy in der Miniserie I Was a Rat eine erste Hauptrolle. Im Jahr 2010 zog er nach Los Angeles. Dort erhielt er Rollen in Life With Charlie sowie Zeke und Luther. Von 2011 bis 2016 war Worthy in insgesamt 87 Folgen der Fernsehserie Austin & Ally zu sehen. Bei der 2014 gezeigten Serie Just Kidding fungierte er nicht nur als Schauspieler, sondern auch als Produzent und Drehbuchautor. In dem 2016 im Internet veröffentlichten Thriller The Thinning hatte Worthy die Rolle von Kellan Woods übernommen.
Neben seiner Arbeit als Schauspieler setzt sich Worthy seit der 9. Klasse für den Umwelt- und Klimaschutz ein, nachdem er den Film Eine unbequeme Wahrheit sah. An einigen Projekten arbeitete er später mit Al Gore zusammen, so für 24 Hours of Reality in Paris im Jahr 2015 und in New York im darauffolgenden Jahr. In der Fortsetzung des Films, Immer noch eine unbequeme Wahrheit – Unsere Zeit läuft, ist Worthy neben Al Gore zu sehen.
Worthy lebt zurzeit in Los Angeles.

## Filmografie (Auswahl)
- 2001: Mysterious Ways (1 Folge)
- 2002: X-Faktor: Das Unfassbare (1 Folge)
- 2003: Out of Order (Fernsehserie, 6 Folgen)
- 2005: When Jesse Was Born (Kurzfilm)
- 2006: Blendende Weihnachten (Deck the Halls)
- 2006–2007: Psych (Fernsehserie, 3 Folgen)
- 2007: Supernatural  (Fernsehserie, Staffel 7, 1 Folge)
- 2009: Smallville (Fernsehserie, Folge 8x11 als Garth Ranzz/Lightning Lad)
- 2009: Stormworld (Fernsehserie, 26 Folgen)
- 2010: Daydream Nation
- 2011–2016: Austin & Ally (Fernsehserie, 87 Folgen)
- 2011: The Odds
- 2011: Ein Jahr vogelfrei! (The Big Year)
- 2014: R.L. Stine’s – Darf ich vorstellen – Meine Geisterfreundin (Mostly Ghostly: Have You Met My Ghoulfriend?)
- 2015: Wishing Out Loud
- 2016: Motive (Fernsehserie, 1 Folge)
- 2016–2017: Bizaardvark (Fernsehserie, 2 Folgen)
- 2017: Bodied
- 2017: Lost Generation (Fernsehserie, 10 Folgen)
- 2017: American Vandal (Fernsehserie, 8 Folgen)
- 2018: Liberty Crossing (Fernsehserie, 8 Folgen)
- 2018: The Thinning: New World Order
- 2019: Corporate Animals
- 2019: The Act (Fernsehserie, 8 Folgen)
- 2019: Life-Snatcher
- 2022: Reboot (Fernsehserie, 8 Folgen)
- 2023: Party Down (1 Episode)
- 2024: Sew Torn

## Auszeichnungen (Auswahl)
Leo Awards
- 2010: Auszeichnung in der Kategorie Best Performance in a Youth or Children's Program or Series (Stormworld)

Young Artist Award
- 2004: Auszeichnung als Leading Young Actor (Thanksgiving Family Reunion)
- 2006: Nominierung in der Kategorie Best Performance in a Short Film – Leading Young Actor (When Jesse Was Born)
- 2008: Nominierung in der Kategorie Best Performance in a TV Series – Recurring Young Actor (Psych)
- 2010: Auszeichnung als Leading Young Actor (Stormworld)
- 2010: Nominierung in der Kategorie Outstanding Young Performers in a TV Series (Stormworld)